# 9071 Coudenberghe
9071 Coudenberghe è un asteroide della fascia principale. Scoperto nel 1993, presenta un'orbita caratterizzata da un semiasse maggiore pari a 2,9413906 UA e da un'eccentricità di 0,0979903, inclinata di 2,16814° rispetto all'eclittica.